# 2023年のNBAファイナル
2023年のNBAファイナル (英語: 2023 NBA Finals)とは、NBAの第77回NBAファイナル (前身のBAA時代を含む)。2022-23シーズンのレギュラーシーズン、プレーオフを勝ち抜いたデンバー・ナゲッツとマイアミ・ヒートが対戦し、4勝1敗でナゲッツが創設56年目で初の優勝を勝ち取った。NBAファイナル最優秀選手賞はナゲッツのニコラ・ヨキッチ。

## 背景

### デンバー・ナゲッツ
ウェスタン・カンファレンスのナゲッツは53勝29敗 (勝率.646)でレギュラーシーズンを1位で終えた。プレーオフでは、1回戦で第8シードのミネソタ・ティンバーウルブズに4勝1敗、カンファレンスセミファイナルで第4シードのフェニックス・サンズに4勝2敗、カンファレンスファイナルで第7シードのロサンゼルス・レイカーズに4勝0敗でNBAファイナルに進出した (NBAでは初、ABA時代を含めると57年ぶり2回目)。カンファレンスファイナルMVPをニコラ・ヨキッチが受賞した。

### マイアミ・ヒート
イースタン・カンファレンスのヒートは44勝38敗 (勝率.537)でレギュラーシーズンを7位で終えた。プレーイン・トーナメントでは、アトランタ・ホークスに敗れ、シカゴ・ブルズに勝った結果、第8シードとなった。プレーオフでは、1回戦で第1シードのミルウォーキー・バックスに4勝1敗、カンファレンスセミファイナルで第5シードのニューヨーク・ニックスに4勝2敗、カンファレンスファイナルで第2シードのボストン・セルティックスに4勝3敗でNBAファイナルに進出した (3年ぶり7回目、第8シードとしてはNBA史上24年ぶり2回目)。カンファレンスファイナルMVPをジミー・バトラーが受賞した。

### レギュラーシーズンでの対戦
レギュラーシーズンではナゲッツがヒートに対して2勝0敗を記録した。
| 試合 | 日付           | アウェイ | 結果      | ホーム   |
| ---- | -------------- | -------- | --------- | -------- |
| 1    | 2022年11月30日 | ヒート   | 119 - 124 | ナゲッツ |
| 2    | 2023年2月13日  | ナゲッツ | 112 - 108 | ヒート   |

## 試合結果
| 試合 | 日付    | アウェイ | 結果      | ホーム   |
| ---- | ------- | -------- | --------- | -------- |
| 1    | 6月1日  | ヒート   | 93 - 104  | ナゲッツ |
| 2    | 6月4日  | ヒート   | 111 - 108 | ナゲッツ |
| 3    | 6月7日  | ナゲッツ | 109 - 94  | ヒート   |
| 4    | 6月9日  | ナゲッツ | 108 - 95  | ヒート   |
| 5    | 6月12日 | ヒート   | 89 - 94   | ナゲッツ |

### 第1戦
| 6月1日 20:30 |

| Box score |

| ヒート                                                                   | 93–104 | ナゲッツ                                                                                 |
| クォーター・スコア: 20-29, 22-30, 21-25, 30-20                           |        |                                                                                          |
| Pts: バム・アデバヨ 26 Rebs: バム・アデバヨ] 13 Asts: ジミー・バトラー 7 |        | Pts: ニコラ・ヨキッチ 27 Rebs: マイケル・ポーター・ジュニア 13 Asts: ニコラ・ヨキッチ 14 |
| ナゲッツの1勝0敗                                                         |        |                                                                                          |

チーム成績
| ナゲッツ     | 項目                    | ヒート       |
| ------------ | ----------------------- | ------------ |
| 50.6 (40/79) | FG%                     | 40.6 (39/96) |
| 29.6 (8/27)  | 3P%                     | 33.3 (13/39) |
| 80.0 (16/20) | FT%                     | 100.0 (2/2)  |
| 45 (6)       | リバウンド (オフェンス) | 43 (11)      |
| 29           | アシスト                | 26           |
| 4            | スティール              | 5            |
| 4            | ブロック                | 4            |
| 10           | ターンオーバー          | 8            |
| 8            | パーソナルファウル      | 15           |

- ヒートのフリースロー試投数の2は、NBAプレーオフ史上で1試合での最少であった。

### 第2戦
| 6月4日 20:30 |

| Box score |

| ヒート                                                                    | 111–108 | ナゲッツ                                                                       |
| クォーター・スコア: 26-23, 25-34, 24-26, 36-25                            |         |                                                                                |
| Pts: ゲイブ・ビンセント 23 Rebs: ケビン・ラブ 10 Asts: ジミー・バトラー 9 |         | Pts: ニコラ・ヨキッチ 41 Rebs: ニコラ・ヨキッチ 11 Asts: ジャマール・マレー 10 |
| 1勝1敗                                                                    |         |                                                                                |

チーム成績
| ナゲッツ     | 項目                    | ヒート       |
| ------------ | ----------------------- | ------------ |
| 52.0 (39/75) | FG%                     | 48.7 (38/78) |
| 39.3 (11/28) | 3P%                     | 48.6 (17/35) |
| 86.4 (19/22) | FT%                     | 90.0 (18/20) |
| 38 (9)       | リバウンド (オフェンス) | 31 (8)       |
| 23           | アシスト                | 28           |
| 7            | スティール              | 5            |
| 2            | ブロック                | 4            |
| 13           | ターンオーバー          | 11           |
| 21           | パーソナルファウル      | 22           |

### 第3戦
| 6月7日 20:30 |

| Box score |

| ' ナゲッツ                                                                     | 109–94 | ヒート                                                                                            |
| クォーター・スコア: 24-24, 29-24, 29-20, 27-26                                 |        |                                                                                                   |
| Pts: ジャマール・マレー 34 Rebs: ニコラ・ヨキッチ 21 Asts: ヨキッチ、マレー 10 |        | Pts: ジミー・バトラー 28 Rebs: バム・アデバヨ 17 Asts: カイル・ラウリー、マックス・ストゥルース 5 |
| ナゲッツの2勝1敗                                                               |        |                                                                                                   |

チーム成績
| ヒート       | 項目                    | ナゲッツ     |
| ------------ | ----------------------- | ------------ |
| 37.0 (34/92) | FG%                     | 51.3 (41/80) |
| 31.4 (11/35) | 3P%                     | 27.8 (5/18)  |
| 78.9 (15/19) | FT%                     | 81.5 (22/27) |
| 33 (10)      | リバウンド (オフェンス) | 58 (13)      |
| 20           | アシスト                | 28           |
| 7            | スティール              | 3            |
| 3            | ブロック                | 5            |
| 4            | ターンオーバー          | 13           |
| 22           | パーソナルファウル      | 18           |

- ナゲッツのヨキッチによる30得点・20リバウンド・10アシスト以上でのトリプルダブルはNBAファイナル史上初の記録であった。
- ナゲッツのニコラ・ヨキッチとジャマール・マレーが共にトリプルダブルを記録したNBAファイナル史上初のコンビとなった[1]。

### 第4戦
| 6月9日 20:30 |

| Box score |

| ナゲッツ                                                                         | 108–95 | ヒート                                                                              |
| クォーター・スコア: 20-21, 35-30, 31-22, 22-22                                   |        |                                                                                     |
| Pts: アーロン・ゴードン 27 Rebs: ニコラ・ヨキッチ 12 Asts: ジャマール・マレー 12 |        | Pts: ジミー・バトラー 25 Rebs: バム・アデバヨ 11 Asts: バトラー、カイル・ラウリー 7 |
| ナゲッツの3勝1敗                                                                 |        |                                                                                     |

チーム成績
| ヒート       | 項目                    | ナゲッツ     |
| ------------ | ----------------------- | ------------ |
| 44.9 (35/78) | FG%                     | 49.4 (39/79) |
| 32.0 (8/25)  | 3P%                     | 50.0 (14/28) |
| 85.0 (17/25) | FT%                     | 76.2 (16/21) |
| 37 (8)       | リバウンド (オフェンス) | 34 (5)       |
| 23           | アシスト                | 26           |
| 2            | スティール              | 11           |
| 3            | ブロック                | 7            |
| 14           | ターンオーバー          | 6            |
| 19           | パーソナルファウル      | 18           |

### 第5戦
| 6月12日 20:30 |

| Box score |

| ヒート                                                                     | 89–94 | ナゲッツ                                                                      |
| クォーター・スコア: 24-22, 27-22, 20-36, 18-24                             |       |                                                                               |
| Pts: ジミー・バトラー 21 Rebs: バム・アデバヨ 12 Asts: ジミー・バトラー 15 |       | Pts: ニコラ・ヨキッチ 28 Rebs: ニコラ・ヨキッチ 16 Asts: ジャマール・マレー 8 |
| ナゲッツの4勝1敗                                                           |       |                                                                               |

チーム成績
| ナゲッツ     | 項目                    | ヒート       |
| ------------ | ----------------------- | ------------ |
| 57.5 (50/87) | FG%                     | 55.2 (48/87) |
| 50.0 (14/28) | 3P%                     | 68.4 (13/19) |
| 52.9 (9/17)  | FT%                     | 90.9 (10/11) |
| 37 (11)      | リバウンド (オフェンス) | 35 (8)       |
| 26           | アシスト                | 23           |
| 7            | スティール              | 9            |
| 1            | ブロック                | 5            |
| 11           | ターンオーバー          | 8            |
| 17           | パーソナルファウル      | 20           |